# 小行星7881
小行星7881（英語：7881 Schieferdecker）是一颗围绕太阳公转的小行星。1992年9月2日，艾瑞克·怀特·埃尔斯特在拉西拉天文台发现了此天体。
这颗小行星的绝对星等为247.31451等。